# Хасанов, Носир Абдуллаевич
Носир Абдуллаевич Хасанов (11 августа 1935 — 20 февраля 2021) – советский и таджикский актёр театра и кино, заслуженный артист Таджикской ССР (1974), народный артист Таджикистана (1990), деятель искусств.

## Биография
Носир Абдуллаевич Хасанов родился 11 августа 1935 года в Душанбе в семье учителей. 
Окончил Государственный институт театрального искусства имени А.В. Луначарского в г. Москва (ныне Российский институт театрального искусства). 
Работал в музыкально-драматическом театре имени А.С. Пушкина (ныне имени Камоли Худжанди) в г. Ленинабад (ныне г.Худжанд), играл в спектаклях: “Нурхон”, “Ошиқ-ғариб”, “Фарҳод ва Ширин”, “Иҷоранишин” и “Ишқи духтари араб”.
В 1961 году перешёл в Таджикский государственный академический театр драмы имени А. Лахути в г. Душанбе.
Сыграл более 100 ролей в театре, снялся в 14 фильмах, таких как «Нисо», «Дети Памира», «Нужный человек», «Хасан Арбакеш» и других, на Мосфильме, Таджикфильме, Узбекфильме, Туркменфильме.
Принял участие в дубляже более 1400 ролей, в многочисленных телевизионных программах: «Чойхонаи Дилкушо», «Беғараз панд» и др. 
Ушёл из жизни 20 февраля 2021 года.